# 22 mai
ianuarie • februarie • martie  • aprilie  • mai  • iunie  • iulie  • august  • septembrie  • octombrie  • noiembrie  • decembrie
22 mai este a 142-a zi a calendarului gregorian și ziua a 143-a în anii bisecți. Mai sunt 223 de zile până la sfârșitul anului.

## Evenimente

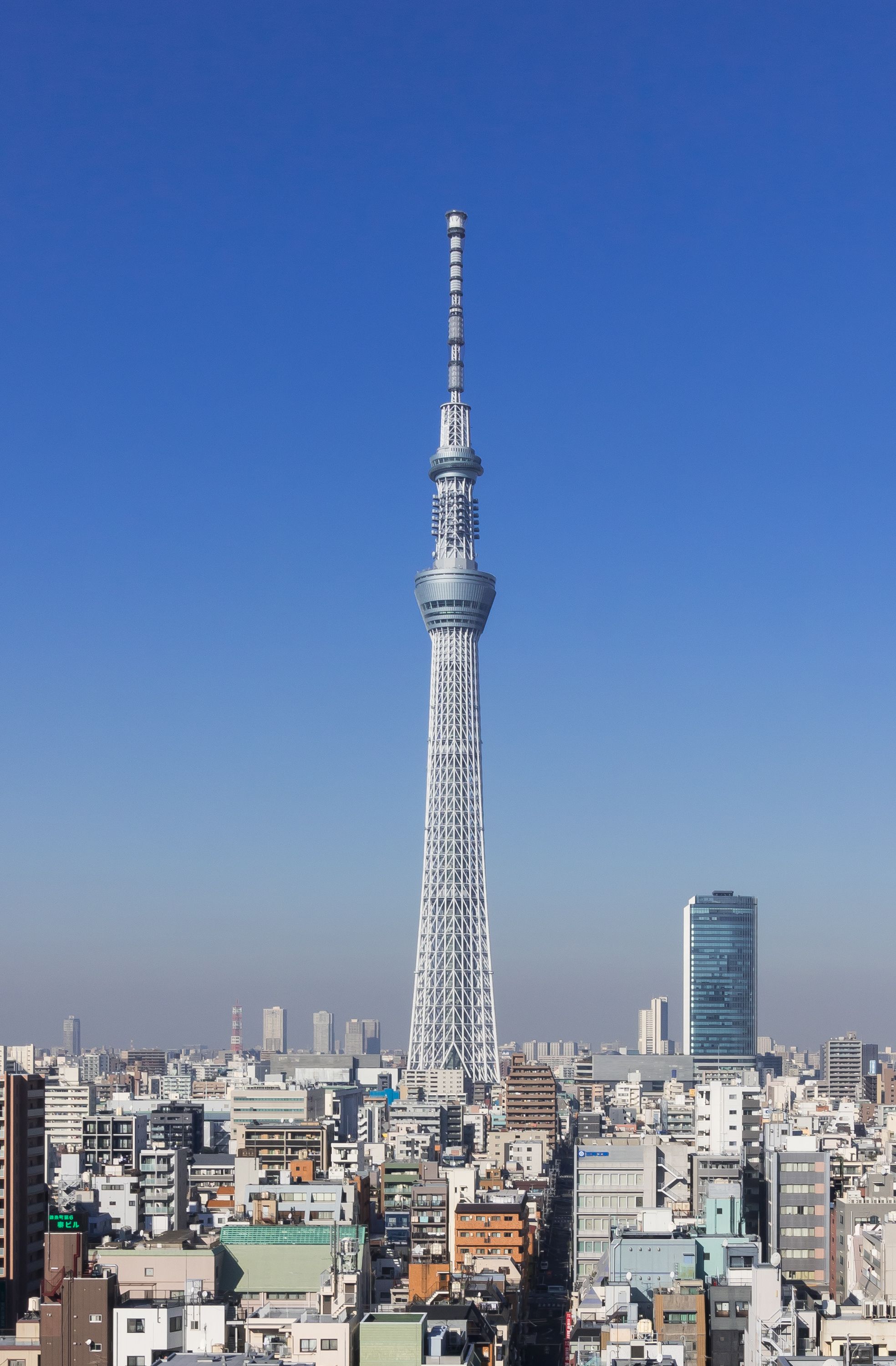
2012: Tokyo Skytree este deschis pentru public. Este cel mai înalt turn din lume (634 m) și a doua structură ca înălțime din lume, după Burj Khalifa (829,8 m).

- 1377: Papa Grigore al XI-lea emite cinci bule papale care denunță doctrinele teologului englez John Wycliffe.
- 1455: Războiul celor Două Roze: în prima bătălie de la St Albans, Richard, Duce de York învinge și capturează pe regele Henric al VI-lea al Angliei.
- 1520: Masacrul de la festivalul Tóxcatl are loc în timpul căderii Tenochtitlan, capitala Imperiului Aztec, care va duce la căderea civilizației aztece și a marcat sfârșitul primei faze din cucerirea spaniolă a Imperiului Aztec.[1]
- 1762: Fontana di Trevi este finalizată și inaugurată la Roma de Papa Clement al XIII-lea.[2]
- 1826: Nava britanică HMS Beagle pleacă în primul ei voiaj, sub comanda căpitanului Pringle Stokes. S-a întors în Anglia la 14 octombrie 1830 iar în timpul călătoriei a fost identificat canalul Beagle care a fost numit după navă.
- 1859: Regele Francisc al II-lea urmează în Regatul celor Două Sicilii tatălui său Ferdinand al II-lea.
- 1906: Fraților Wright li se acordă brevetul american cu numărul 821.393 pentru „Mașina zburătoare”.
- 1939: Al Doilea Război Mondial: Germania și Italia semnează Pactul de Oțel.
- 1948: Guvernul Petru Groza îi retrage cetățenia regelui Mihai I și altor membri ai familiei regale. În 1997, fostului rege Mihai i se redă cetățenia română.
- 1960: Un cutremur de 9,5 pe scara Richter a lovit Chile; cel mai puternic seism înregistrat.
- 1965: A debutat la Televiziunea Română, emisiunea „Teleenciclopedia" – record de audiență până în anul 1990.
- 1969: Modulul lunar al lui Apollo 10 zboară la 16 km de suprafața Lunii.
- 1990: Microsoft lansează sistemul de operare Windows 3.0.
- 1990: Yemenul de Nord și de Sud sunt unite și formează Republica Yemen.
- 2004: În capitala Spaniei, Madrid, are loc căsătoria dintre Prințul Felipe și jurnalista Letizia Ortiz Rocasolano.
- 2005: Ziariștii români răpiți în Irak au fost eliberați.
- 2009: Conventul General din Debrețin a reînființat Biserica Reformată Maghiară din care fac parte și cele două episcopii ale Bisericii Reformate din România.
- 2010: F.C. Internazionale Milano câștigă Liga Campionilor 2009-2010 și devină singura echipă italiană care reușește tripla: campionatul, cupa și Liga Campionilor.
- 2012: Tokyo Skytree este deschis pentru public. Este cel mai înalt turn din lume (634 m) și a doua structură ca înălțime din lume, după Burj Khalifa (829,8 m).

## Nașteri
- 1770: Prințesa Elisabeta a Regatului Unit (d. 1840)
- 1808: Gérard de Nerval, scriitor francez (d. 1855)
- 1813: Richard Wagner, compozitor german (d. 1883)
- 1844: Mary Cassatt, pictoriță americană (d. 1926)

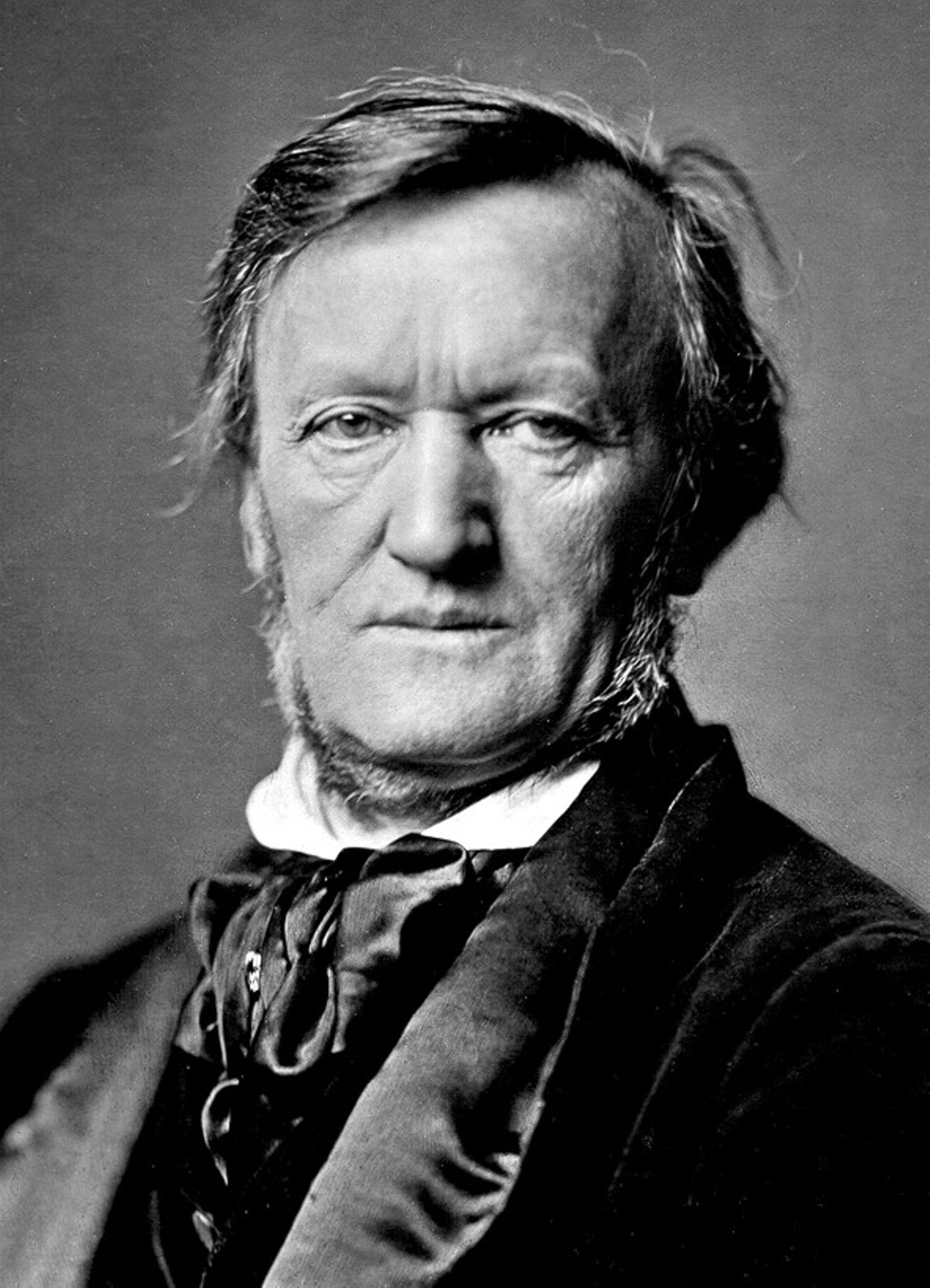
Richard Wagner, compozitor german
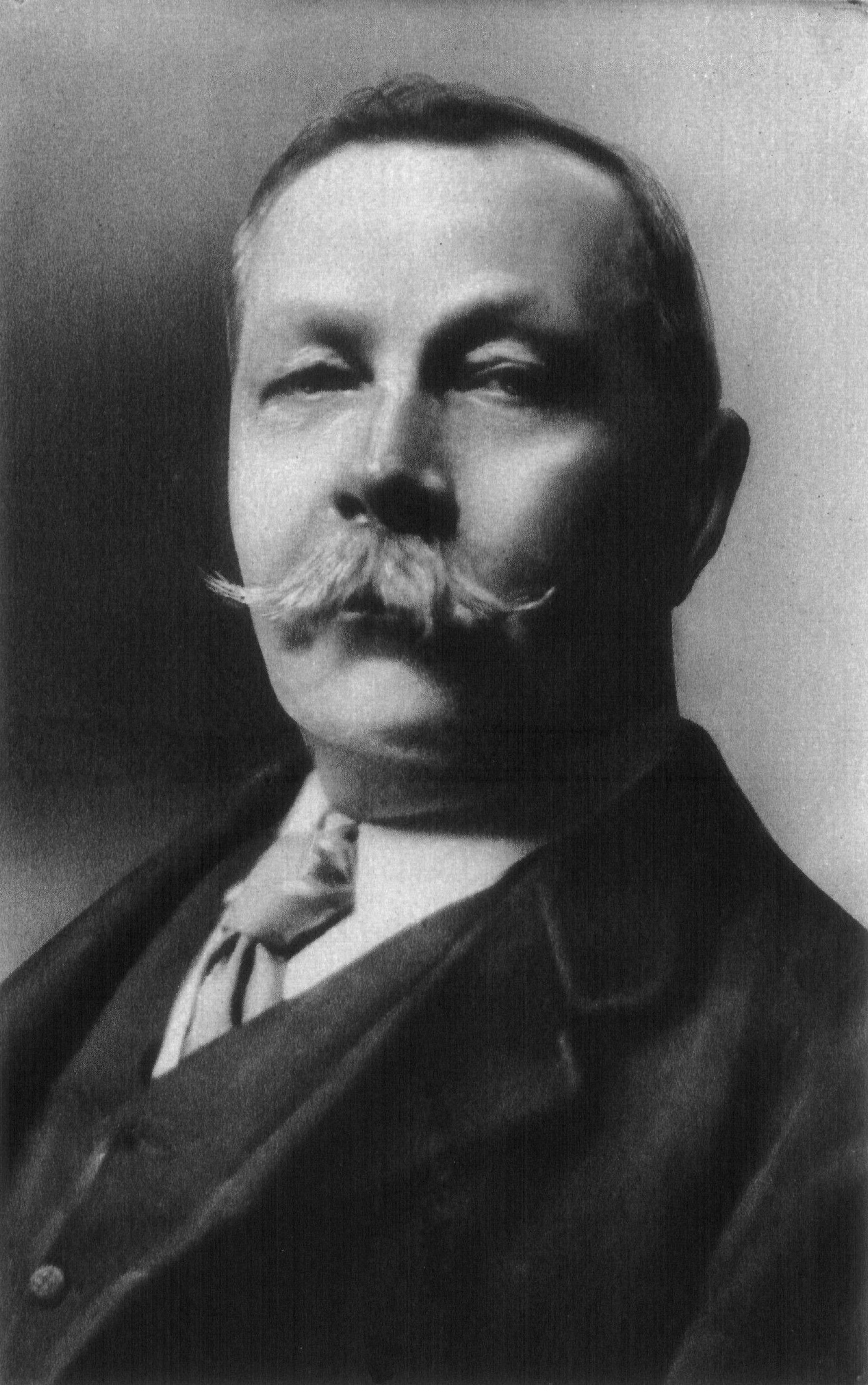
Arthur Conan Doyle, scriitor britanic
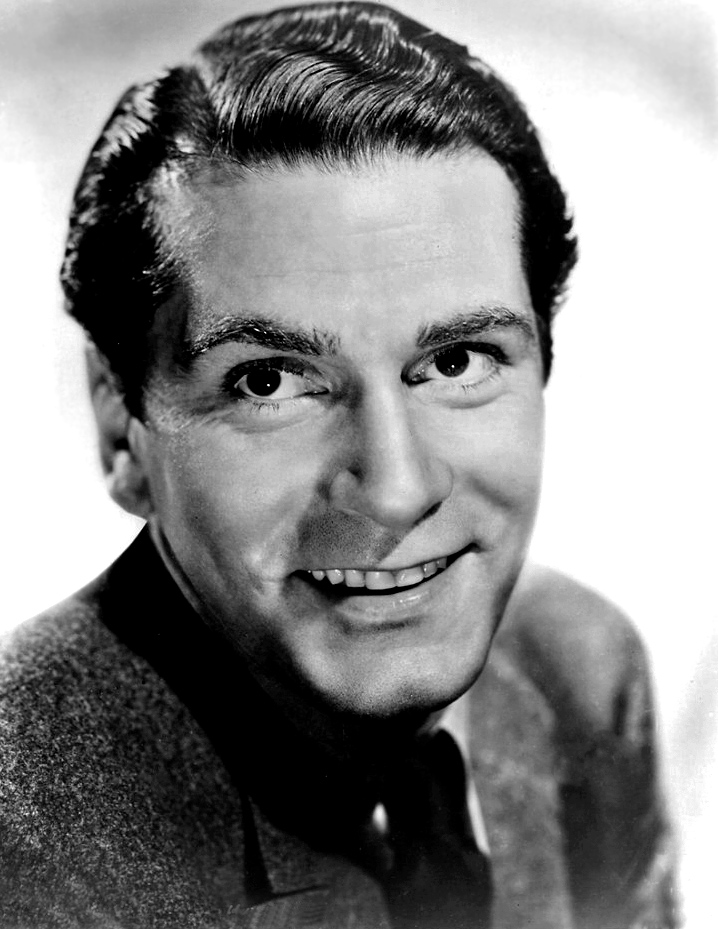
Laurence Olivier, actor britanic

- 1859: Sir Arthur Conan Doyle, scriitor britanic (d. 1930)
- 1880: Francis de Miomandre, scriitor francez, câștigător al Premiului Goncourt în 1908 (d. 1959)
- 1890: Per Collinder, astronom suedez (d. 1974)
- 1893: Armand Călinescu, economist și politician român, prim-ministru al României (d. 1939)
- 1907: Sir Laurence Olivier, actor britanic (d. 1989)
- 1912: Herbert C. Brown, chimist englez, laureat Nobel (d. 2004)
- 1917: Jean-Louis Curtis, scriitor francez, câștigător al Premiului Goncourt în 1947 (d. 1995)
- 1924: Charles Aznavour, cântăreț, actor, compozitor francez (d. 2018)
- 1927: George Andrew Olah, chimist maghiar, laureat Nobel (d. 2017)

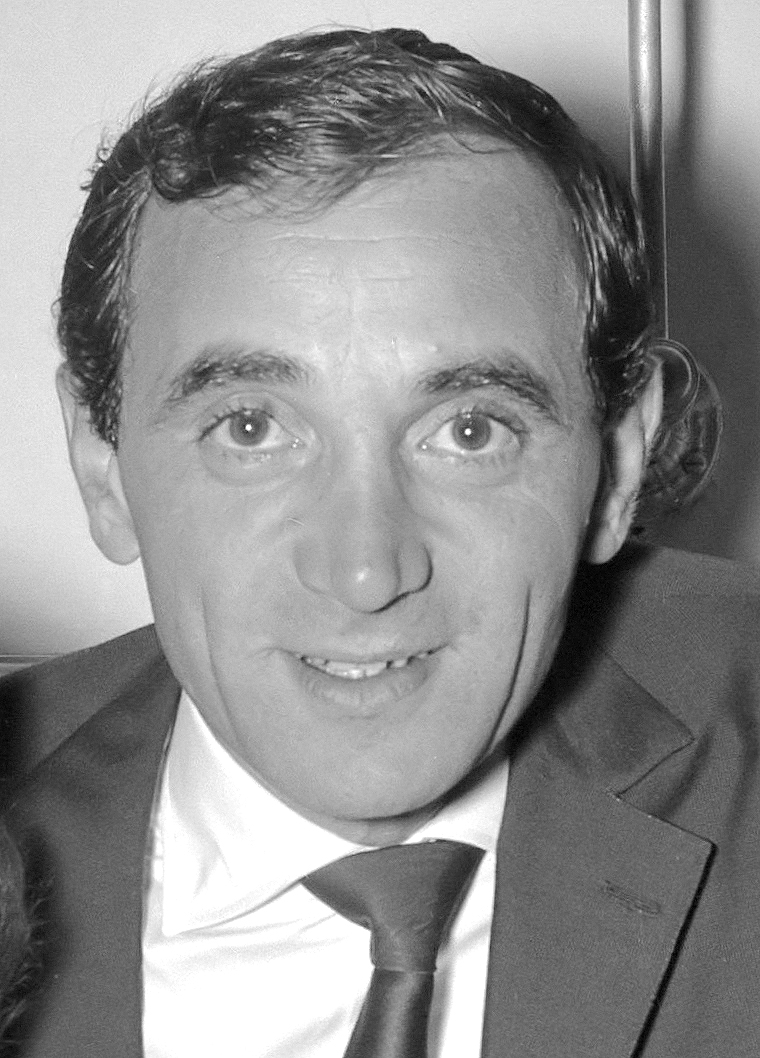
Charles Aznavour, cântăreț, compozitor francez
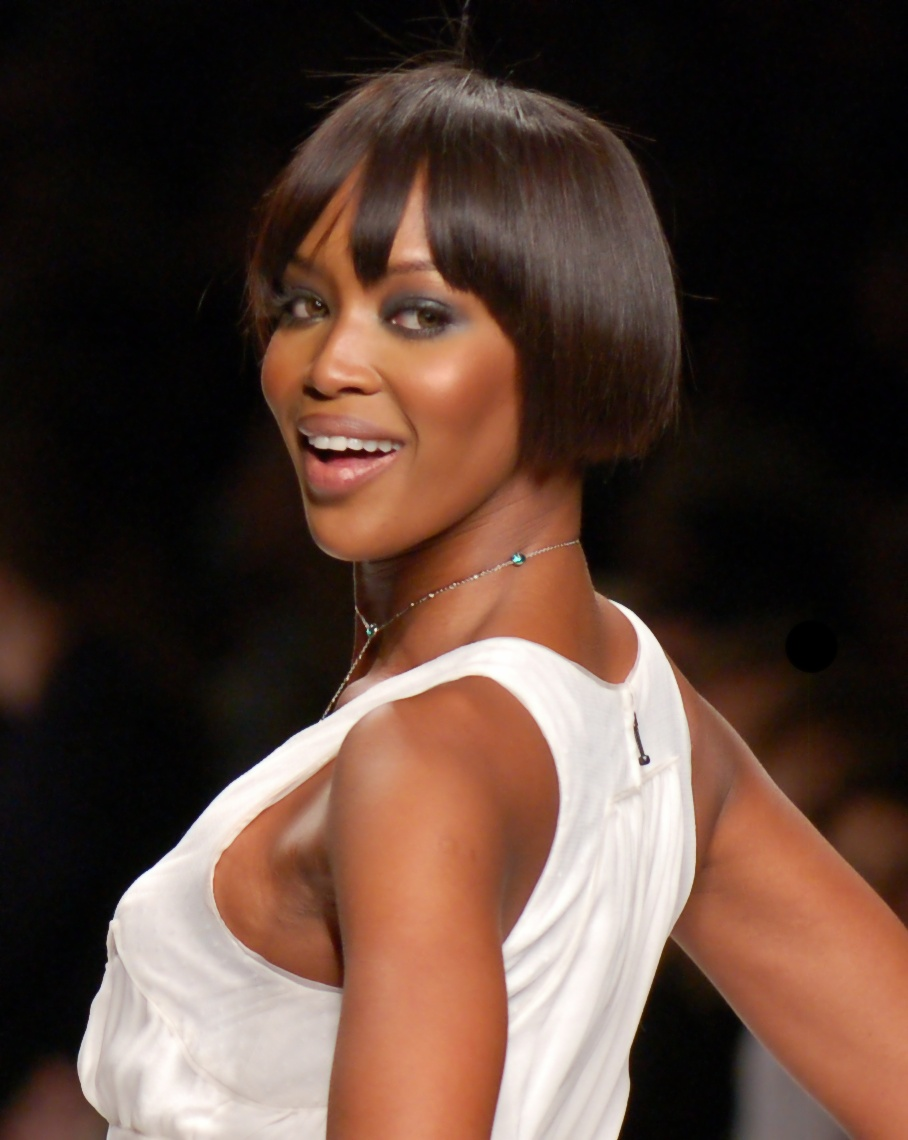
Naomi Campbell, fotomodel englez
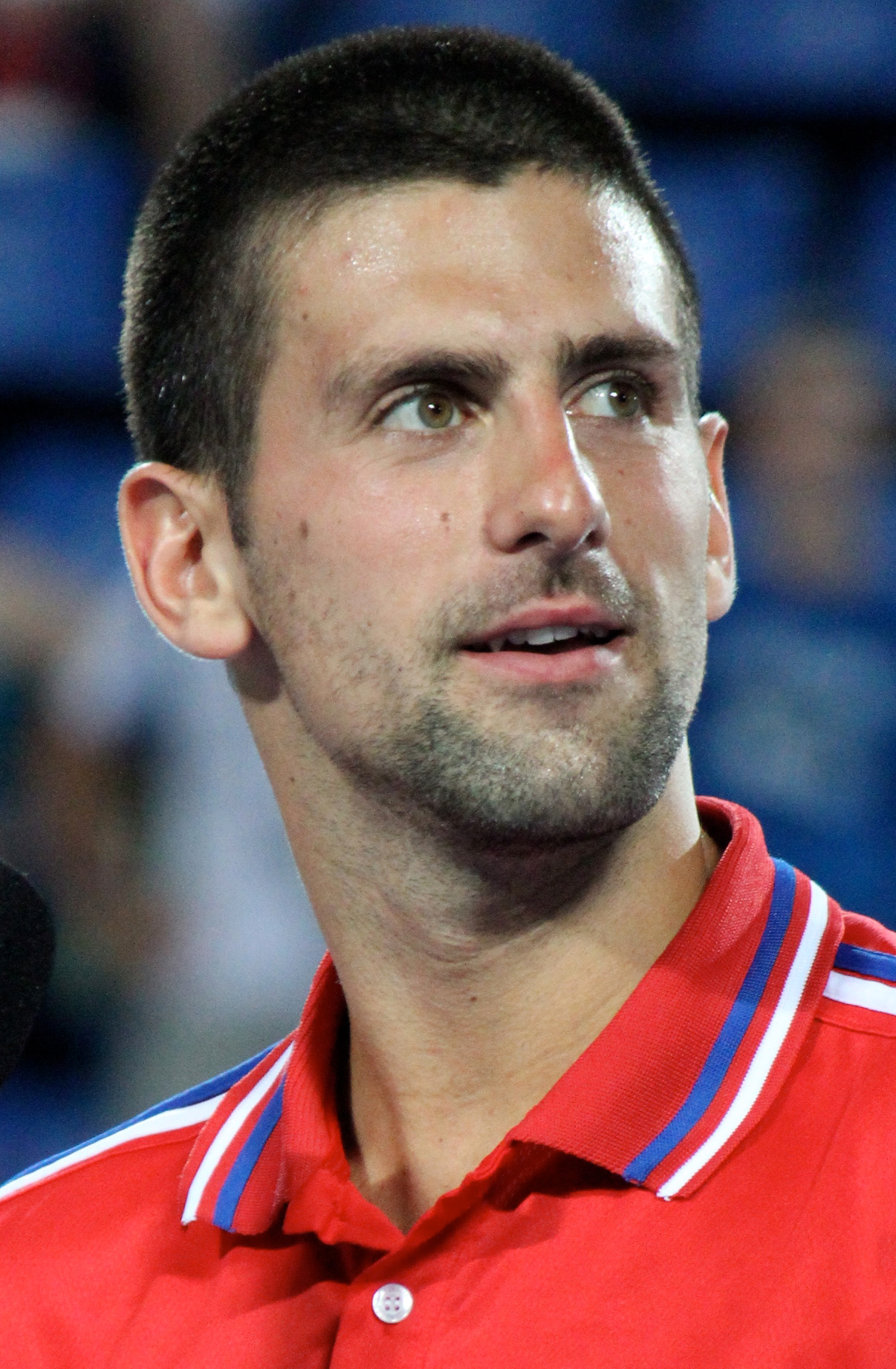
Novak Djokovic, jucător sârb de tenis

- 1934: Constantin Rauțchi, actor român (d. 1984)
- 1935: Nicolae Corjos, regizor și scenarist român
- 1937: Viktor Ponedelnik, fotbalist rus, câștigător al Campionatului European (1960) (d. 2020)
- 1939: Răzvan Teodorescu, critic și istoric de artă, politician român (d. 2023)
- 1942: Vasile Andru, scriitor român (d. 2016)
- 1946: George Best, fotbalist nord irlandez (d. 2005)
- 1948: Florea Dumitrache, fotbalist român (d. 2007)
- 1964: Marius Oprea, poet și eseist român
- 1970: Naomi Campbell, fotomodel englez
- 1987: Novak Djokovic, jucător sârb de tenis

## Decese
- 0337: Constantin cel Mare, împărat roman (n. 272)
- 1667: Papa Alexandru al VII-lea (n. 1599)
- 1802: Martha Washington, cea dintâi „Primă doamnă” a Statelor Unite ale Americii (n. 1732)
- 1859: Ferdinand al II-lea al Celor Două Sicilii (n. 1810)
- 1868: Julius Plücker, matematician, fizician german (n. 1801)
- 1873: Alessandro Manzoni, scriitor italian (n. 1785)
- 1885: Victor Hugo, scriitor francez (n. 1802)

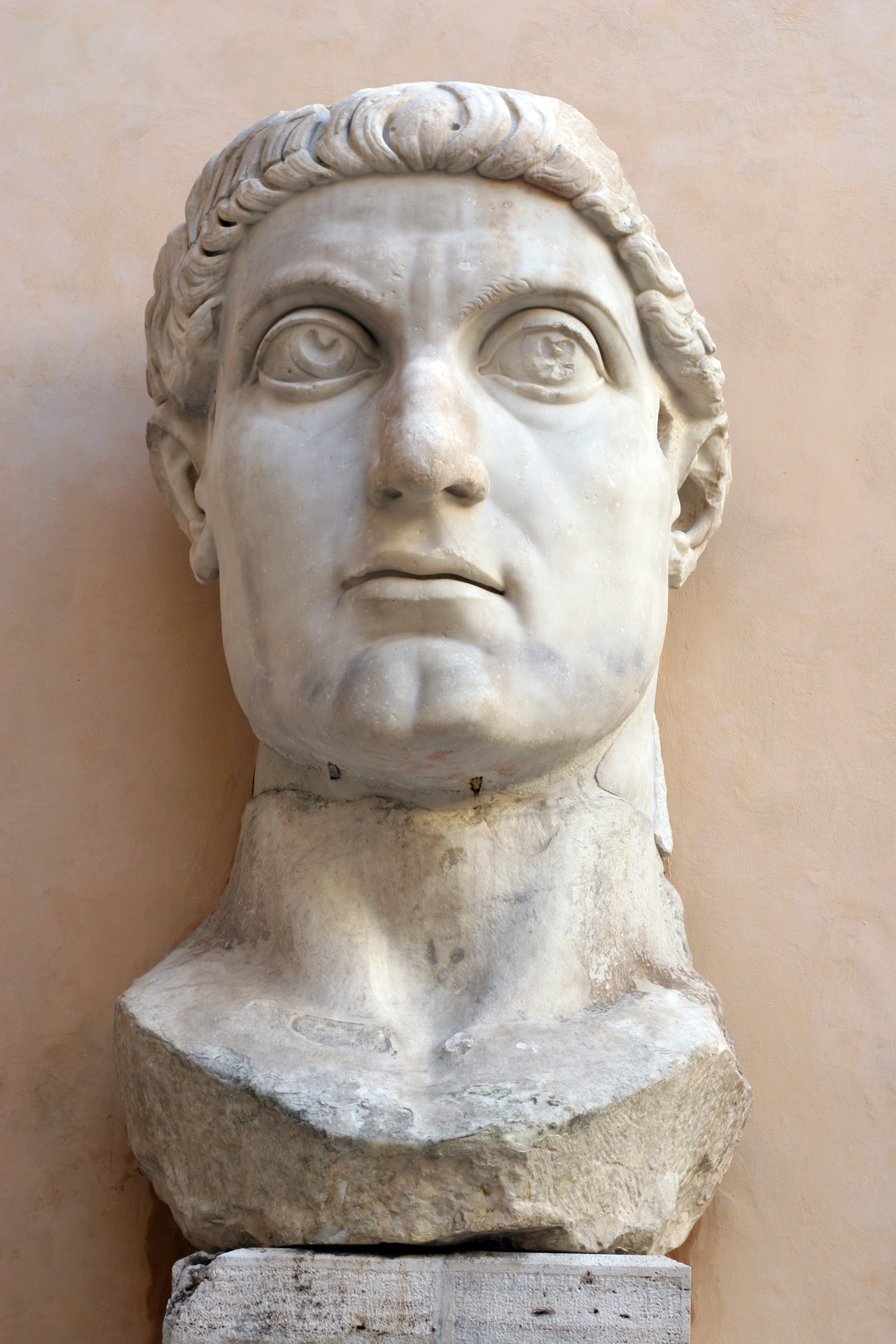
Constantin cel Mare, împărat roman
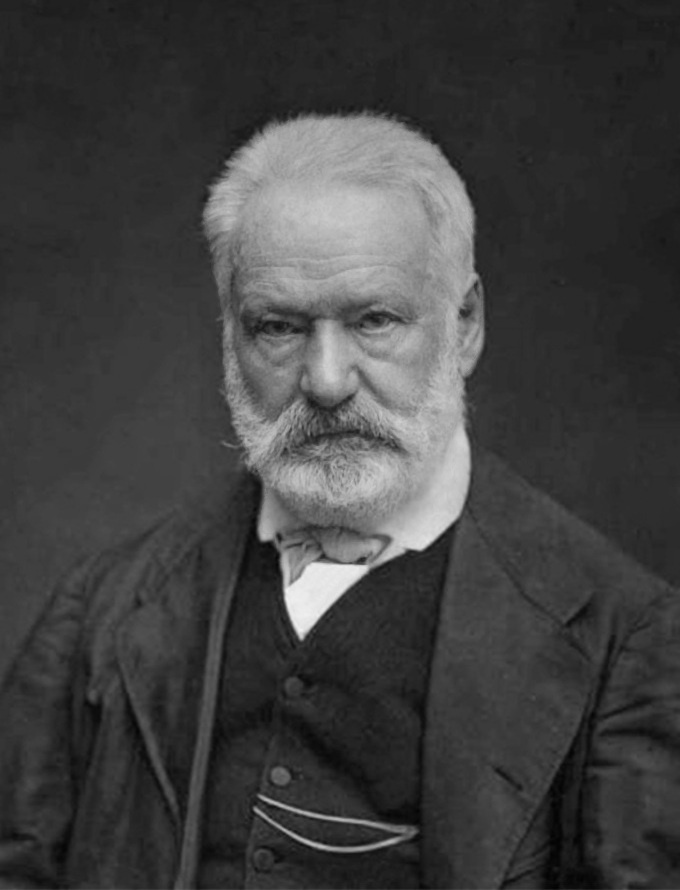
Victor Hugo, scriitor francez
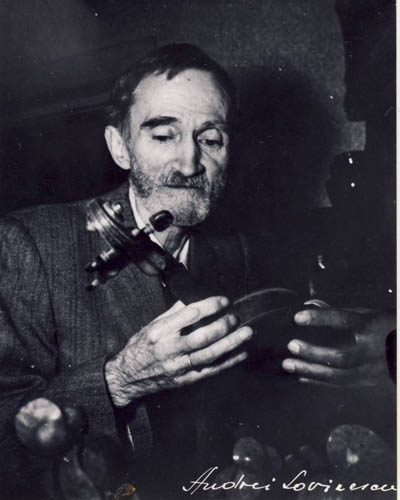
George Bacovia, poet simbolist român

- 1910: Jules Renard, romancier și dramaturg francez (n. 1864)
- 1930: Jean Francis Auburtin, pictor francez (n. 1866)
- 1933: Ștefan Dimitrescu, pictor român (n. 1886)
- 1957: George Bacovia (n. George Andone Vasiliu), poet simbolist român (n. 1881)
- 1967: Josip Plemelj, matematician sloven (n. 1873)
- 2001: Ștefan Iacobescu, grafician și gravor român (n. 1937)
- 2007: Ralu Filip, jurist și jurnalist român (n. 1959)
- 2008: Robert Asprin, scriitor american (n. 1946)
- 2011: Alexandru Ene I, fotbalist român (n. 1928)
- 2018: Alberto Dines, jurnalist brazilian (n. 1932)
- 2018: Philip Roth, scriitor american (n. 1933)
- 2018: Mircea Malița, matematician român, membru al Academiei Române (n. 1927)
- 2020: Luigi Simoni, fotbalist și antrenor de fotbal italian (n. 1939)
- 2024: Marie-Françoise Garaud, om politic francez (n. 1934)
- 2024: Costel Constantin, actor român (n. 1942)

## Sărbători
- Ziua Internațională a Diversității Biologice
- Ziua Europeană Împotriva Obezității
- Ziua Unicității Reformate Maghiare
- Ziua Republicii în Sri Lanka

### În calendarul creștin-ortodox
- Ss. mucenici Vasilisc și Marcel; Sf. muceniță Sofia, doctoriță

### În caledarul greco-catolic
- Sfinții Vasilisc și Marcel; Sf. Rita din Cascia

### În calendarul romano-catolic
- Sfinții Rita din Cascia; Emil